# Toneelacademie Maastricht
De Toneelacademie Maastricht, ook Toneelschool Maastricht, is een toneelschool in het centrum van de Nederlandse stad Maastricht, gelegen aan de Lenculenstraat in het Jekerkwartier. Het opleidingsinstituut werd in 1950 opgericht en heeft sindsdien een groot aantal acteurs, performers, theatermakers en theatervormgevers van naam afgeleverd. De academie maakt sinds 2001 deel uit van Zuyd Hogeschool.

## Geschiedenis

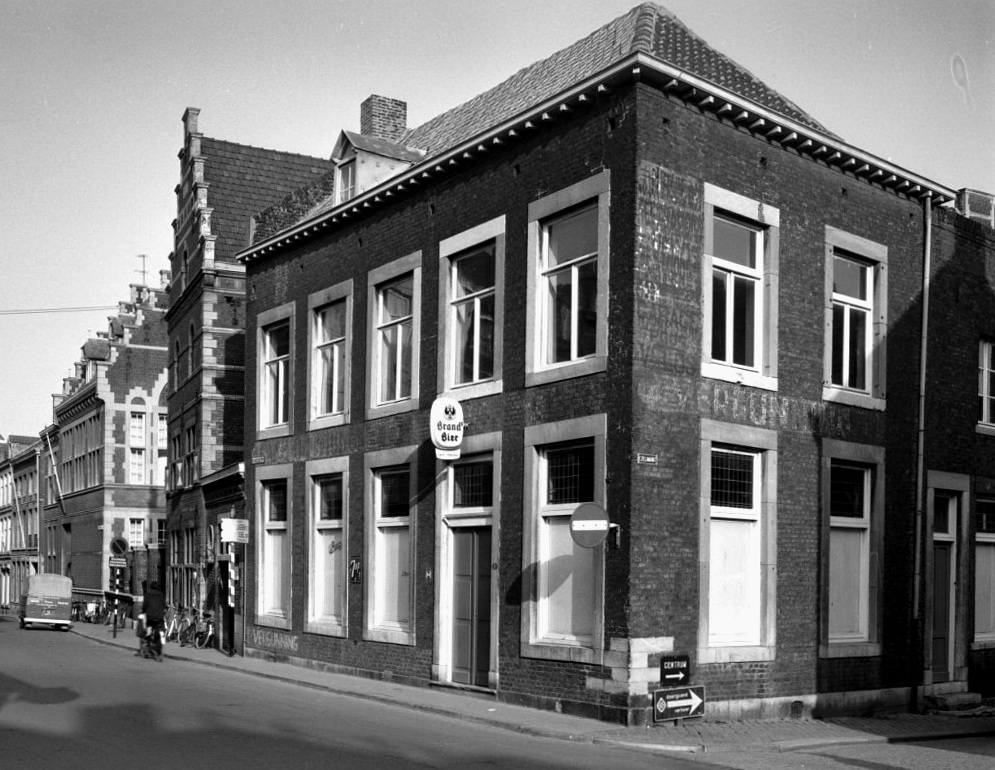
De Toneelacademie (links) in 1962. Café Tribunal op de hoek van de Ezelmarkt was de stamkroeg van veel Toneelacademiestudenten.

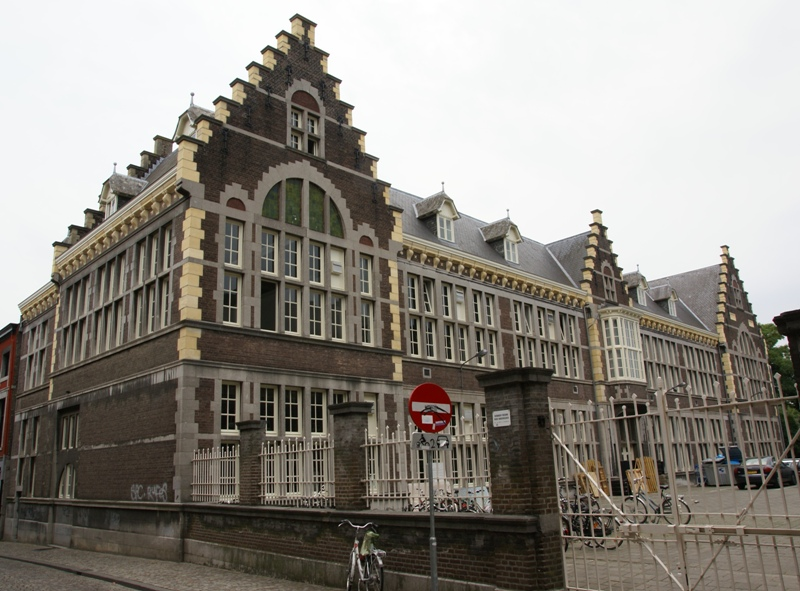
Toneelacademie, oostvleugel

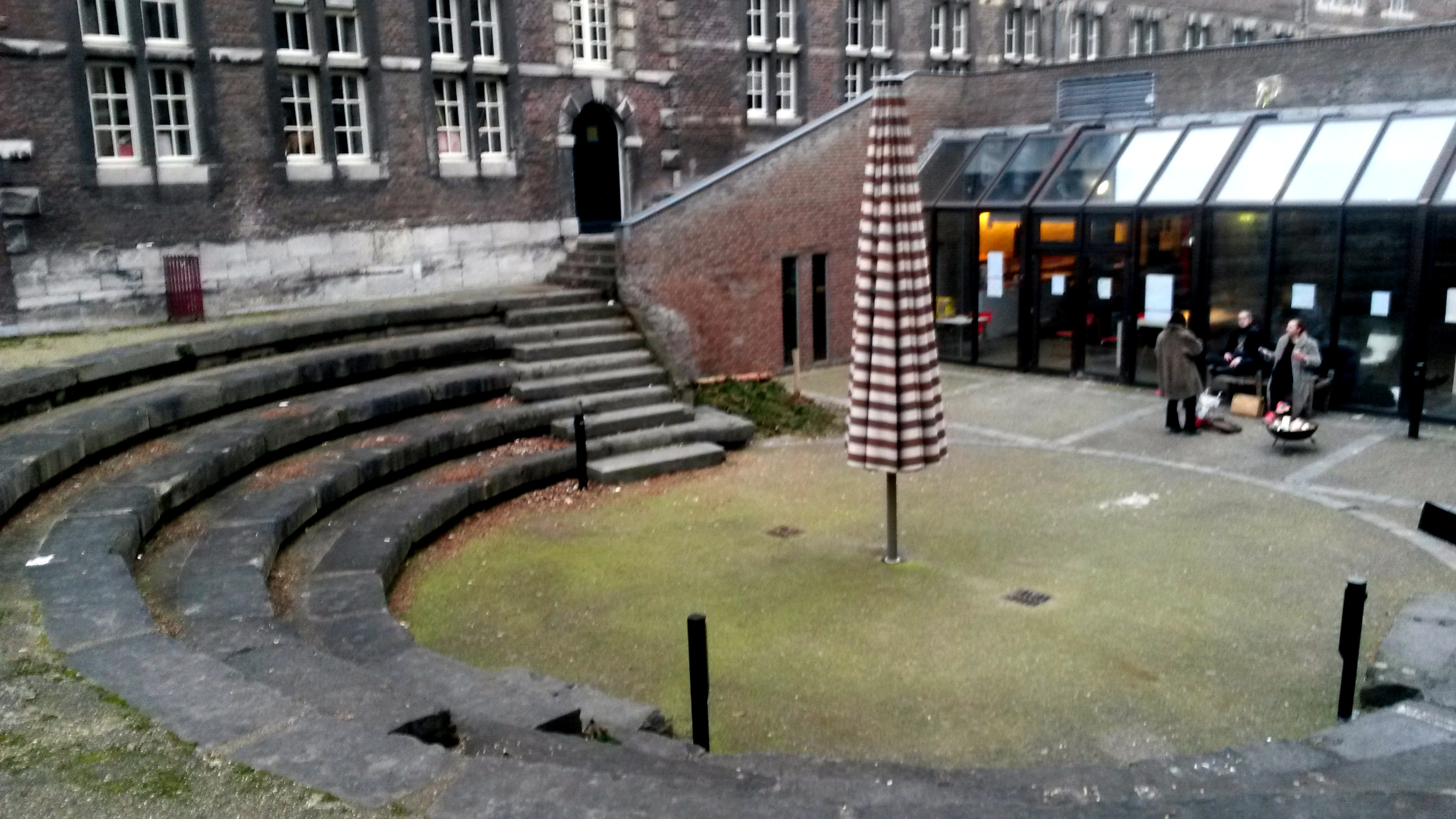
Openluchttheatertje aan de Jeker

De Toneelacademie Maastricht werd in 1950 opgericht op initiatief van de dichter-politicus Bernard Verhoeven met subsidie van de gemeente Maastricht. Verhoeven was in 1949 directeur van de Jan van Eyck Academie geworden en vond dat er ook een theaterafdeling moest komen. De opleiding was aanvankelijk bedoeld als katholieke pendant van de Toneelschool Amsterdam. Anderen die aan de wieg van de Maastrichtse toneelschool stonden, waren de kunst- en theaterminnende pastoor Linssen, de in de oorlog in Limburg ondergedoken acteur Albert van Dalsum en de Vlaamse acteur en regisseur Joris Diels. Bernard Verhoeven werd in 1950 de eerste directeur. Theaterdocenten uit de begintijd waren onder anderen Joris Diels en de destijds bekende hoorspelregisseur Willem Tollenaar.
Na Bernard Verhoeven (1950-60) waren achtereenvolgens directeur: Willem Tollenaar (1961-70), Nico de Vrede (1970-78), Jacques Giesen (1979-1987), Maria Rutgers (1988-1992), Leo Swinkels (1992-2013), Ann Olaerts (2013-2014), Rob Ligthert (2014-2019) en Mare de Groot (2019-2024). Sinds 2024 is Arjen Hosper de directeur.
Sinds 1986 is aan de toneelschool de Jekerstudio – European Centre for Performing Arts verbonden, een plek waar jong Europees theatertalent terechtkan voor verdieping van en reflectie op een internationale beroepspraktijk. Dit wordt onder meer gerealiseerd door de organisatie van masterclasses, workshops en vakinhoudelijke conferenties en festivals, onder andere de European Opera Academy.
In 2016 werd het Platform European Theatre Academies (PLETA) opgericht, een internationaal platform waarin 8 theateracademies uit 8 verschillende Europese landen samenwerken en uitwisselen. Vanuit de Toneelacademie Maastricht zijn er meerdere lectoraten (onderzoekscentra) ontstaan: het lectoraat 'Autonomie en Openbaarheid in de Kunsten', dat wil bijdragen aan de versterking van het kunstonderwijs en de kunstpraktijk, en 'Technology Driven Art', dat binnen de kunstopleidingen van Zuyd Hogeschool de invloed van nieuwe technologische ontwikkelingen op artistieke processen onderzoekt.

## Huisvesting
De Toneelacademie Maastricht is gevestigd in een gebouwencomplex aan de Lenculenstraat in het westelijk deel van het Jekerkwartier, een buurt waar diverse kunstopleidingen en UM-faculteiten zijn gevestigd en om die reden het Quartier Latin van Maastricht wordt genoemd. De westelijke vleugel van het gebouw in Maaslandse renaissancestijl is het oudste deel: hier was van 1695 tot 1913 het protestants weeshuis gevestigd en van 1914 tot 1951 een voorloper van het Bonnefantenmuseum. De oostelijke vleugel in neorenaissancestijl kwam in 1913 tot stand en huisvestte aanvankelijk een ulo-school voor meisjes.
In de eerste 25 jaar van haar bestaan deelde de Toneelacademie de gebouwen met onder andere de Jan van Eyck Academie (tot 1961), het Stedelijk Muzieklyceum en Conservatorium Maastricht (tot 1965), het Groot-Limburgs Toneel (1965-'75) en de Limburgse Academie van Bouwkunst (tot 1975). Van 1983 tot 1985 werd het gehele complex ingrijpend verbouwd en uitgebreid door architectenbureau Dautzenberg. Onder het plein tussen de twee hoofdvleugels werd onder andere een theaterzaal en foyer gebouwd. Tussen deze half ondergrondse uitbreiding en het riviertje de Jeker bevindt zich een plein met een klein openluchttheater.
In 2010 was er sprake van verhuizing, samen met andere kunstopleidingen, naar een nieuw 'Quartier des Arts' in het Eiffelgebouw aan de Boschstraat. De plannen gingen om uiteenlopende redenen niet door, vooral omdat de meeste instellingen vasthielden aan hun locaties in het Jekerkwartier. Begin 2022 was er opnieuw sprake van een verhuizing, dit maal samen met het conservatorium, naar nieuwbouw, mogelijk in het gebied De Kommen, buiten het centrum.

## Studierichtingen
Aan de Toneelacademie Maastricht kunnen de volgende bacheloropleidingen gevolgd worden:
- Acteur
- Performer
- Regisseur (ook parttime en als vooropleiding)
- Theatervormgeving, scenografie en kostuumontwerp.

Tevens biedt de academie een mastersopleiding met specialisaties regie, performance en theatervormgeving, en een post-academische opleiding theaterdocent. In 2012 startte de interdisciplinaire kunstopleiding I-arts in samenwerking met de Universiteit Maastricht, het Conservatorium Maastricht en de Maastricht Academy of Fine Arts and Design (waar de opleiding is ondergebracht).

## Selectie en reputatie
De Toneelacademie Maastricht heeft een solide artistieke reputatie in Nederland en Vlaanderen. De selectie voor de opleiding is streng. Zo worden tot de voltijdse dagopleiding tot acteur over het algemeen niet meer dan 10 studenten toegelaten. Paul de Leeuw, Theo Maassen en Marc-Marie Huijbregts meldden zich aan, maar werden afgewezen. Ook de latere directeur Jacques Giesen werd als leerling afgewezen. Monique van de Ven, Fred Goessens, Jeroen van Koningsbrugge en Carice van Houten verlieten de opleiding al na één jaar. Monique van de Ven, Greet Vissers, Willem van de Sande Bakhuyzen en Ger Thijs ontvingen in 2000 alsnog een erediploma.
De kleinschalige opleiding heeft in haar ruim zeventigjarig bestaan een lange reeks acteurs, regisseurs en toneelschrijvers afgeleverd. Onder de acteurs bevinden zich drie tweevoudige Theo d'Or-winnaressen en minstens vijf Louis d'Or-winnaars. Ook werden een groot aantal Gouden Kalveren uitgereikt aan Toneelschool Maastricht-alumni; in 2013 onder andere voor beste filmacteur, beste filmactrice, beste mannelijke bijrol in film en beste acteur in televisiedrama. Van de in Maastricht opgeleide regisseurs zijn de bekendste: Willem van de Sande Bakhuyzen, Johan Simons en Theu Boermans. Bekende tekstschrijvers zijn Maria Goos, Sjoerd Pleijsier en Tamar van den Dop.
Eind 2017 kwam de Toneelacademie Maastricht in opspraak in het kader van de #metoo-media-aandacht: een van de docenten werd geschorst omdat hij studenten seksueel geïntimideerd zou hebben. Ook het feit dat de betreffende docent vaak samen met studentes douchte, werd als intimiderend ervaren. Begin 2018 bleek, na onderzoek van de Volkskrant, dat de leiding al sinds 2005 van deze beschuldigingen op de hoogte was. Deze zaak is in 2017 en 2018 door externe commissies onderzocht. De docent is naar aanleiding hiervan uit zijn functie ontheven. Eerder waren gedragsregels opgesteld en werd een aparte douchecabine voor docenten gebouwd. De Toneelacademie Maastricht heeft hierop, in samenwerking met andere theateropleidingen, een landelijke gedragscode opgesteld.

## Bekende alumni
- Vastert van Aardenne (acteur)
- Achmed Akkabi (acteur)
- Julia Akkermans (actrice)
- Marlies van Alcmaer (actrice)
- Ingeborg Ansing (actrice)
- René van Asten (acteur)
- Marijke Bakker (actrice)
- Bram Bart (stemacteur, regisseur)
- Walter Bart (acteur)
- Hein van Beem (acteur, voice-over)
- Claire Bender (actrice)
- Alexander van Bergen (acteur)
- Anne Wil Blankers (actrice)
- Peter Blok (acteur)
- Jacqueline Blom (actrice)
- Emmanuel Ohene Boafo (acteur)
- Theu Boermans (schrijver, regisseur, acteur)
- Pierre Bokma (acteur)
- Arnoud Bos (acteur)
- Evelien Bosmans (actrice)
- Joes Brauers (acteur)
- Elsie de Brauw (actrice)
- Thomas de Bres (acteur)
- Femke-Anna Broere (actrice)
- Angelique de Bruijne (actrice, voice-over)
- Daria Bukvić (regisseur)
- Isis Cabolet (actrice)
- Edmond Classen (acteur)
- Kiki Classen (actrice)
- Kees Coolen (acteur)
- Carine Crutzen (actrice)
- Guus Dam (acteur)
- Eva Damen (actrice)
- Margo Dames (actrice)
- Lien De Graeve (actrice)
- Janke Dekker ((musical-)actrice)
- Janne Desmet (actrice)
- Nina Deuss (actrice)
- Wine Dierickx (actrice)
- Lore Dijkman (actrice)
- Kirsten van Dissel (actrice, presentatrice)
- Tijn Docter (acteur)
- Maud Dolsma (actrice)
- Tamar van den Dop (actrice, regisseur en scenarioschrijfster)
- Ella van Drumpt (actrice)
- Jan van Eijndthoven (acteur)
- Gaston van Erven (acteur)
- Marisa van Eyle (actrice)
- Janna Fassaert (actrice)
- Porgy Franssen (acteur, regisseur)
- Rob Fruithof (acteur, presentator)
- Maria Goos (schrijfster)
- Lien De Graeve (actrice)
- Jamie Grant (actrice)
- Aus Greidanus jr. (acteur)
- Kay Greidanus (acteur)
- Wivineke van Groningen (actrice)
- Marije Gubbels (regisseur, toneelschrijver)
- Jochum ten Haaf (acteur)
- Marja Habraken (actrice)
- Hugo Haenen (acteur)
- Boris van der Ham (acteur, politicus)
- Sallie Harmsen (actrice)
- Loes Haverkort (actrice)
- Margreet Heemskerk (actrice)
- Rufus Hegeman (acteur)
- Lotte Heijtenis (actrice)
- Brûni Heinke (actrice)
- Marcel Hensema (acteur, regisseur)
- Olivier Herter (schrijver, acteur)
- Kim Hertogs (actrice)
- Alfred van den Heuvel (acteur)
- Sylvia Hoeks (actrice, fotomodel)
- Guus Hoes (acteur)
- Hans Hoes (acteur)
- Isa Hoes (actrice)
- Jef Hoogmartens (acteur)
- Erik van der Horst (acteur, muzikant)
- Fedja van Huêt (acteur)
- Yvonne van den Hurk (actrice)
- Frédérique Huydts (actrice)
- Fabian Jansen (acteur)
- Gaite Jansen (actrice)
- Matijs Jansen (acteur)
- Guido Jonckers (acteur, voice-over)
- Jelle de Jong (acteur)
- Yannick Jozefzoon (acteur, presentator)
- Katarina Justić (actrice)
- Ad van Kempen (acteur)
- Marwan Chico Kenzari (acteur)
- Ward Kerremans (acteur)
- Hans Kesting (acteur)
- Dunya Khayame (actrice)
- Melody Klaver (actrice)
- Adriënne Kleiweg (actrice)
- Bart Klever (acteur, regisseur)
- Jord Knotter (acteur, voice-over, stemacteur)
- Marieke de Kruijf (actrice)
- Kristiaan Lagast (acteur)
- Martijn Lakemeier (acteur)
- Gijs de Lange (acteur)
- Stefanie van Leersum (actrice)
- Hiske van der Linden (actrice)
- Vincent Linthorst (acteur)
- Anne Martien Lousberg (actrice)
- Tibor Lukács (acteur)
- Hannah van Lunteren (actrice)
- Bert Luppes (acteur/regisseur)
- Ellis van Maarseveen (actrice)
- Bo Maerten (actrice)
- Majd Mardo (acteur)
- Maike Meijer (actrice, scenarioschrijfster)
- Nathalie Meskens (actrice, zangeres)
- Gaby Milder (actrice, voice-over)
- Sylvia Millecam (actrice, presentatrice)
- Hadewych Minis (actrice, zangeres)
- Vincent Moes (acteur)
- Sofie Van Moll (presentatrice)
- Tarik Moree (acteur)
- Peter Paul Muller (acteur)
- Gijs Naber (acteur)
- Sigrid ten Napel (actrice)
- Peter Paul Muller (acteur)
- Adriaan Olree (acteur)
- Niek Pancras (acteur)
- Sjoerd Pleijsier (acteur, tekstschrijver)
- Theo Pont (acteur)
- Anna Raadsveld (actrice)
- Ben Ramakers (acteur)
- Jérôme Reehuis (acteur)
- Halina Reijn (actrice)
- Maartje Remmers (actrice)
- Mike Reus (acteur)
- Alice Reys (actrice)
- Loulou Rhemrev (actrice)
- Vincent Rietveld (acteur)
- Elle van Rijn (actrice, schrijfster)
- Nele Van Rompaey (actrice)
- Els van Rooden (actrice)
- Wim van Rooij (acteur, stemacteur, regisseur)
- Josée Ruiter (actrice)
- Matthijs van de Sande Bakhuyzen (acteur)
- Willem van de Sande Bakhuyzen (regisseur)
- Rein van Schagen (acteur, regisseur)
- Ariane Schluter (actrice)
- Eric Schneider (acteur, regisseur)
- Marleen Scholten (actrice)
- Gijs Scholten van Aschat (acteur)
- Reinout Scholten van Aschat (acteur)
- Betty Schuurman (actrice)
- Daan Schuurmans (acteur)
- Martin Schwab (acteur)
- Camilla Siegertsz (actrice)
- Frank Siera (regisseur, schrijver)
- Johan Simons (regisseur)
- Barbara Sloesen (actrice)
- Joris Smit (acteur)
- Eelco Smits (acteur)
- Liz Snoijink (actrice)
- Carolien Spoor (actrice)
- Hylke van Sprundel (acteur)
- Huub Stapel (acteur)
- Harriët Stroet (actrice)
- Saskia Temmink (actrice)
- Alejandra Theus (actrice)
- Joke Tjalsma (actrice)
- Janine Veeren (actrice)
- Dennis van de Ven (acteur)
- Floris Visser (operaregisseur)
- Roos Van Vlaenderen (actrice)
- Mara van Vlijmen (actrice)
- Willem Voogd (acteur)
- Leon Voorberg (acteur)
- Dolf de Vries (acteur, schrijver)
- Hymke de Vries (actrice, regisseur)
- Nico de Vries ((musical-)acteur)
- Peggy Vrijens (actrice)
- Donna Vrijhof (actrice, voice-over)
- Siem Vroom (acteur)
- Mandela Wee Wee (acteur)
- Stijn Westenend (acteur)
- Carly Wijs (actrice)
- Jeroen Willems (acteur/regisseur)
- Sophie van Winden (actrice)
- Maxime De Winne (acteur, presentator)
- Tanya Zabarylo (actrice)